# ایللاواتورا
ایللاواتورا (به لاتین: Illawatura) یک منطقهٔ مسکونی در سری‌لانکا است که در استان مرکزی (سری‌لانکا) واقع شده‌است.